# João de Meneses, 1.º Conde de Tarouca
D. João de Meneses,  O Trigo (c. 1460 - 12 de julho de 1522) foi Prior do Crato, 1.º Conde de Tarouca, Comendador de Sesimbra na Ordem de Santiago, Alferes-mor e Mordomo-mor de D. Manuel I, Mordomo-mor de D. João III, Capitão de Arzila e de Tânger.
Fidalgo culto e letrado, rico de teres e haveres, relevo do orgulho pátrio, filho de D. Duarte de Menezes, 3.º Conde de Viana do Alentejo e 2.º Conde de Viana da Foz do Lima.
Foi capitão de Arzila (1481), governador de Tânger (1486), comendador de Sesimbra, governador da Casa do Príncipe (1489), mordomo-mor da Casa Real (1492), 1.º Conde de Tarouca (1499), Prior do Crato (1508), conselheiro do Conselho de El-Rei (1509), e alferes-mor do Reino (1521).

## Arzila
27 de Fevereiro de 1480, recebe de D. Afonso V carta de Mandado de Entrega da vila e castelo de Arzila, tal como os tinha Lopo de Azevedo, capitão, tornando-se capitão-mor. Em 27 de Abril de 1481, é nomeado por carta de mercê, capitão e regedor em solido, de Arzila e seus termos, sucedendo a seu irmão Henrique de Meneses.

## Capitão de Tânger
Em 6 de Outubro de 1486, carta del rei dando atribuição oficial da capitania (capitão, regedor e governador) de Tânger. Já vinha dito em 28 de Agosto, noutra carta, para Álvaro de Faria. Governaria uma primeira vez até 1489, mas parece entretanto que seu governo de Tânger seja a maior parte do tempo simplesmente honorífico, já que nos documentos, e notavelmente na História de Tânger durante la dominacion portuguesa, de D. Fernando de Menezes, não aparece nesses anos. O capitão de facto, de Tânger, a partir de 1487 sendo provavelmente Fernão Martins Mascarenhas, Comendador de Aljustrel, de cujos feitos "tampouco encontramos particulares noticias"; sucedendo a este, segundo o mesmo D. Fernando de Menezes, Manuel Pessanha, "de cujos sucessos temos que dizer que correram a mesma sorte..."
Em Novembro de 1497 D. João, acompanha D. Manuel I na viagem de Castelo de Vide até Valença de Alcantara, para ir buscar a sua noiva, a infanta D. Isabel. Em Março de 1498, acompanha o rei D. Manuel e a rainha D. Maria a Castela, a convite de D. Fernando e D. Isabel, Reis Católicos de Espanha
Pela sua ausência, foi substituído no governo da cidade de Tânger em 9 de Junho de 1489, por Lopo Vaz de Azevedo. Apesar disso, em 15 de Dezembro de 1489 aínda é nomeado  capitão e governador de Tânger e Almirante.

## Veneza
"Em 1499-1500, a república veneziana encontrava-se a braços com outro problema, sendo que o primeiro é a descoberta da Índia por Vasco da Gama ] premente, para o qual, chegou a solicitar a ajuda portuguesa: tratava-se de montar uma força cristã para resistir às forças navais otomanas do sultão Bajazeto II (r. 1481–1512), que andavam a atacar as possessões venezianas do Adriático e do Egeu. O embaixador veneziano em Espanha (Domenico Pisani) foi enviado à corte de D. Manuel em Janeiro de 1501, para solicitar a ajuda naval portuguesa.(...) [D. Manuel] afirmou a sua própria vontade em ajudar na guerra contra os otomanos (...). Por fim, preparou-se uma frota de trinta  e cinco caravelas sob o comando de D. João de Meneses, conde de Tarouca." A 15 de Junho de 1501, D. João de Meneses comanda essa armada para socorrer os venezianos, contra o Turco. Em fins de Julho "dia de São Jacó", faz-se uma surtida naval mal orientada contra o forte marroquino de Mers el-Quebir, como parte das diligências dessa frota. "Foram escorraçados no meio de grandes perdas e afronta, e perdemos aí muitos cristãos"
D. João tornou porém a ser provido na capitania de Tânger, de propriedade por carta de 18 de Janeiro de 1501, quando vagou pela exoneração dada ao almirante Lopo Vaz de Azevedo. Parece, segundo D. Fernando de Menezes, que deixou essa capitania algum tempo a seu filho D. Henrique, a quem sucedeu Rodrigo de Castro, o de Monsanto,  cujos feitos, Pedro de Mariz situa entre 1501 e 1503. Será pois aproximadamente a partir de 1504 que D. João de Meneses,  ocupará efectivamente o posto.
Deixou a capitania de Tânger a seu filho D. Duarte em 1508, que já governava em seu nome desde 1507

## Conde de Tarouca
É feito primeiro conde de Tarouca em 24 de Abril de 1499, por carta de D. Manuel I, Almirante de Portugal, por carta de 9 de Junho de 1489 é nomeado governador da casa do príncipe, servindo também junto a ele os ofícios de mordomo mor, vedor da fazenda, e escrivão da puridade.
Depois de viúvo foi ele nomeado prior do Crato por bula de 15 de Junho de 1508, que só chegou a Portugal a 11 de Dezembro. Finalmente, nos últimos tempos da sua longa vida, foi feito alferes mor, por carta de 31 de Maio de 1521. O conde prior mordomo mor, como geralmente é nomeado, ainda tomou parte na cerimónia do auto de levantamento de D. João III a 19 de Dezembro de 1521; porém no ano seguinte morreu, em 12 de julho de 1522.

## Dados genealógicos
Era filho de D. Duarte de Meneses, 2.º Conde de Viana do Minho e de Isabel de Castro, filha de Fernando de Castro, governador da Casa do Infante D. Henrique.
.
Irmão de Henrique de Meneses, 3.º conde de Viana do Minho, 1.º conde de Valença, 1º conde de Loulé, alferes-mor de D. Afonso V, 2º capitão de Alcácer e capitão de Arzila ; de D. Garcia de Meneses, bispo da Guarda e Évora, capitão-mor de uma armada contra o turco, que morreu na cisterna do castelo de Palmela; e D. Fernando de Meneses ''o narizes'', fronteiro de Arzila.
Casou com Joana de Vilhena.
Foram pais de:
- D. Duarte, capitão de Tânger, e governador da Índia; e de
- D. Henrique, que tambêm governou Tânger.